# Émile-Christophe Énard
Pour les articles homonymes, voir Énard.
Émile-Christophe Énard est un évêque catholique né le 15 juin 1839 à Villotte-Devant-Saint-Mihiel (Meuse), et mort à Auch le 13 mars 1907.

## Biographie
Il a été ordonné prêtre en 1862, successivement vicaire à Bar-le-Duc, curé de Troyon, curé-doyen de Gondrecourt, archiprêtre de Commercy.

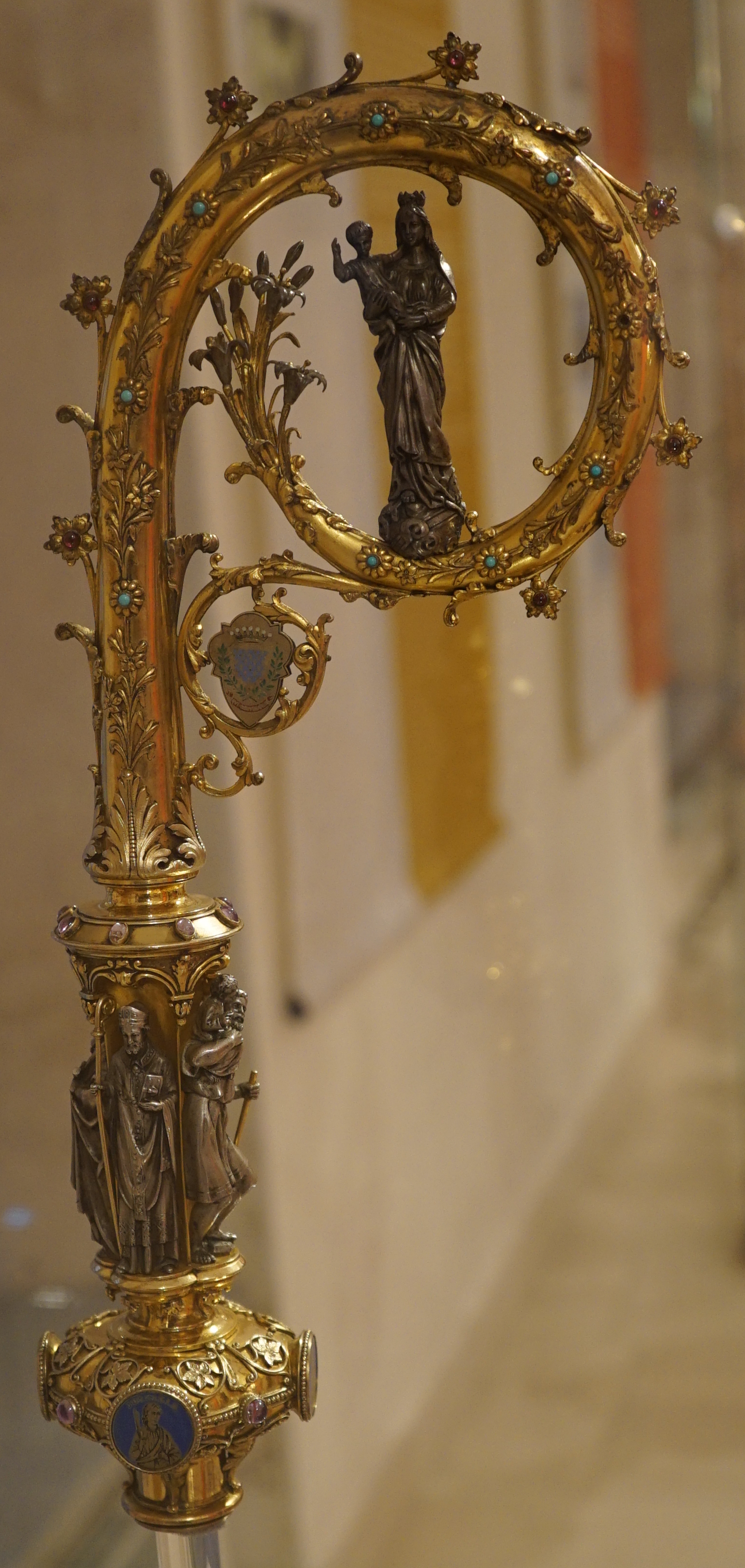
Crosse qu'il a offert à l'église Saint-Pantaléon de Commercy réalisée par Placide Poussielgue-Rusand.

Il est nommé évêque de Cahors par le décret présidentiel du 24 juin 1896, sacré le 8 septembre.
Il est nommé archevêque d'Auch le 21 février 1906.

## Armes
D'azur semé de croix recroisetées et fichées d'or (qui est de Commercy ancien), à la fasce d'argent chargée d'une aigle de gueules.

## Publications
- Panégyrique de Jeanne d'Arc prononcé dans la cathédrale d'Orléans le mardi 8 mai 1906, pour le 477e anniversaire de la délivrance de la ville, Orléans, M. Marron, 1906, 27 p.